# Тарас Бульба (фільм, 1909)
«Тарас Бульба» — німий художній фільм 1909 року, знятий в Російській Імперії режисером Олександром Дранковим та його кінокомпанією «Торговый дом Дранкова». Перша екранізація однойменної повісті Миколи Гоголя. Фільм зберігається в архіві Державного фонду кінофільмів Російської Федерації.

## Сюжет
Фільм показує 9 сцен з оригінальної повісті:
1. Бульба з синами зустрічаються вдома, та збираються на війну
2. Облога міста Дубно
3. До табору запорожців приходить Татарка від Панночки
4. Замок дубенського воєводи
5. Зустріч Андрія та Панночки
6. Тарас дізнається про зраду сина
7. Зустріч Тараса з Андрієм. Бульба вбиває свого сина
8. Тарас у польській в'язниці
9. Страта Тараса Бульби

## У ролях
- Онисим Суслов — Тарас Бульба

- Леонід Манько — Андрій

- Д. Черновська — ?